# Comité de résistance populaire
Ne doit pas être confondu avec Comité de résistance, Résistance populaire (Yémen), Résistance populaire dans la région de l'est ou Comités populaires (Yémen).
Le Comité de résistance populaire (arabe : لجان المقاومة الشعبية, Lijān al-Muqāwama al-Shaʿbiyya) est un comité regroupant plusieurs organisations armées palestiniennes impliquées dans le conflit israélo-palestinien, opérant principalement dans la bande de Gaza. Créé en 2000 par Jamal Abou Samhadana, un ancien du Fatah et de sa faction armée Tanzim, il est composé d'anciens membres du Fatah, ainsi que de membres du Hamas, du Jihad islamique palestinien et des Brigades des martyrs d'Al-Aqsa. Les Brigades Al-Nasser Salah al-Din forment sa branche armée.

## Activités
Des milliers de combattants palestiniens appartiennent aux Comités de résistance populaire. Selon des responsables palestiniens, les combattants des Brigades Al-Nasser ont joué un rôle important dans la guerre de Gaza depuis 2023 en ciblant l'armée israélienne, souvent lors d'opérations conjointes avec le Jihad islamique et les Brigades des martyrs d'Al-Aqsa, avec des roquettes artisanales et des obus à courte portée.